# Byron Boston
Byron Boston (* im 20. Jahrhundert) ist ein US-amerikanischer Schiedsrichter im American Football, der seit der Saison 1995 in der NFL tätig ist. Er trägt die Uniform mit der Nummer 18.

## Karriere
Bryan startete seine NFL-Laufbahn als Line Judge.
Er war Line Judge in drei Super Bowls: Im Super Bowl XXXIV im Jahr 2000 in der Crew unter der Leitung von Hauptschiedsrichter Bob McElwee, im Super Bowl XLVII im Jahr 2013 im Schiedsrichtergespann von Jerome Boger und im Super Bowl LII im Jahr 2018 im Schiedsrichtergespann von Gene Steratore.
Boston wurde im Jahr 2022 mit dem Art McNally Award ausgezeichnet.